# 1761 na ciência

## Nascimentos
| Data           | Nome                            | Profissão            | Nacionalidade                         | Observações                                                                     | Ref   |
| -------------- | ------------------------------- | -------------------- | ------------------------------------- | ------------------------------------------------------------------------------- | ----- |
| 19 de janeiro  | Pierre Marie Auguste Broussonet | médico e naturalista | Reino da França                       | m. 1807                                                                         |       |
| 4 de fevereiro | Blasius Merrem                  | naturalista          | Sacro Império Romano-Germânico Bremen | m. 1824                                                                         |       |
| 30 de novembro | Smithson Tennant                | químico              | Reino da Grã-Bretanha                 | m. 1815 Medalha Copley 1804                                                     | [ 1 ] |
| 24 de dezembro | Jean-Louis Pons                 | astrónomo            | Reino da França                       | m. 1831 Prémio Lalande 1818 Medalha de prata da Royal Astronomical Society 1824 | [ 2 ] |

## Mortes
| Data           | Nome                     | Profissão                         | Nacionalidade                                          | Observações                 | Ref   |
| -------------- | ------------------------ | --------------------------------- | ------------------------------------------------------ | --------------------------- | ----- |
| 4 de janeiro   | Stephen Hales            | fisiologista, químico e inventor  | Inglaterra                                             | n. 1677 Medalha Copley 1739 | [ 1 ] |
| 22 de março    | Pierre Fauchard          | médico                            | Reino da França                                        | n. c. 1678                  |       |
| 7 de abril     | Thomas Bayes             | pastor presbiteriano e matemático | Inglaterra                                             | n. c. 1701                  |       |
| 14 de maio     | Thomas Simpson           | matemático e inventor             | Reino da Grã-Bretanha                                  | n. 1710                     |       |
| 19 de setembro | Pieter van Musschenbroek | físico                            | República das Sete Províncias Unidas dos Países Baixos | n. 1692                     |       |
| 30 de novembro | John Dollond             | físico                            | Inglaterra                                             | m. 1706                     |       |